# Thank You (bài hát của Dido)
"Thank You" là bài hát do ca sĩ kiêm nhạc sĩ người Anh, Dido thể hiện. Ca khúc được phát hành trong album đầu tay của cộ mang tên No Angel (1999). Ca khúc xuất hiện lần đầu tiên trong phần ca khúc trong phim của Sliding Doors cho dù chưa được phát hành dưới dạng đĩa đơn cho đến cuối năm 2000 và trở thành ca khúc ăn khách nhất của album. Ca khúc được sử dụng làm phần nhạc mẫu cho ca khúc nhạc nền cho bộ phim Planets. Phần đầu của ca khúc được sử dụng làm điệp khúc cho ca khúc ăn khách của Eminem, "Stan". Bài hát cũng trở thành một trong những ca khúc trứ danh của Dido.

## Bối cảnh sáng tác
Dido viết ca khúc này như để tưởng nhớ đến bạn trai lúc đó của cô, nhà luật sư ngành giải trí Bob Page. Họ đính hôn năm 2001 nhưng chia tay ngay năm sau đó - mà "White Flag", ca khúc nằm trong album phòng thu thứ hai của cô Life for Rent, có nhắc đến sự tan rã của họ. Nó vẫn đang là đĩa đơn ăn khách nhất của Dido tại thị trường Mỹ cho đến hiện nay và là ca khúc duy nhất của cô lọt vào top 10 Billboard Hot 100.

### Bài hát "Stan" của Eminem
Đĩa đơn nhận được sự tán dương từ phía phê bình âm nhạc của Eminem- "Stan" có sử dụng phần đầu của bài hát này trong phần điệp khúc. Dido cũng xuất hiện trong phần video của ca khúc và có xuất hiện trong chuyến lưu diễn của Eminem để trình diễn ca khúc này. Khi Eminem trình diễn "Stan" trực tiếp tại Giải Grammy, Elton John hát phần nhạc mẫu của Dido trên chiếc đàn của mình.

### Phiên bản của Deep Dish
Bộ đôi Deep Dish phối lại ca khúc này. Bản phối lại thắng Giải Grammy cho hạng mục "Bản thu âm được phối lại xuất sắc nhất" năm 2002.

### Bài hát "Dear Kuya" của Syke
Đĩa đơn "Dear Kuya" của Syke có sử dụng nhạc mẫu bản phối lại của Thunderstorm của ca khúc này trong phần điệp khúc.

### Phiên bản của Mỹ Tâm
Nữ ca sĩ người Việt Nam Mỹ Tâm, trình bày lại ca khúc này trong album phòng thu "Đâu Chỉ Riêng Em" vào năm 2002. Trong phần lời thứ hai, cô viết và hát lời Việt cho ca khúc này. Phần còn lại cô hát bằng tiếng Anh.

## Ý kiến chuyên môn
"Thank You" nhận được sự tán dương từ phía các nhà phê bình âm nhạc, khi cho rằng bản ballad này "cảm động và nhẹ nhàng" và ngay lập tức trở thành bản nổi bật trong album. Jeff Burger từ trang web Allmusic và Christian Ward từ NME lưu ý ca khúc này như là một bản nổi bật từ album. Những người nhận xét từ Sputnikmusic cho những ý kiến tích cực, khi nhiều người cảm thấy ca khúc là một "bản nhạc pop được viết rất tốt".

## Diễn biến tại các bảng xếp hạng
"Thank You" đạt vị trí thứ ba trên Billboard Hot 100 vào tháng 4 năm 2001, trở thành đĩa đơn đầu tiên và duy nhất của Dido đạt top ba tại thị trường Mỹ. Tại Anh, "Thank You" cũng đạt vị trí thứ ba, trở thành đĩa đơn thứ ba lọt vào top ba từ album No Angel tại đó. Đó cũng là đĩa đơn thành công nhất của Dido tại Anh, cho đến khi đĩa đơn "White Flag" ra mắt.
"Thank You" cũng có diễn biến rất tốt trên các thị trường lớn khác. Tại New Zealand, bài hát bắt đầu tại vị trí thứ 47, sau đó đạt đến vị trí thứ 3 trong 3 tuần liên tiếp. Ca khúc sau đó vào lại bảng xếp hạng tại vị trí thứ 37, cho đến khi rơi hạng đến vị trí thứ 50 và sau đó quay lại tại vị trí thứ 49. Ca khúc thất bại trong việc leo lên bảng xếp hạng tại Úc, cho dù có một lượng nghe từ phía các đài phát thanh. Ca khúc mở đầu và đạt vị trí thứ 17 tại Na Uy, cho đến khi rơi đến hạng thứ 20. Ca khúc mở đầu tại vị trí thứ 68 tại Hà Lan, sau đó đã đạt vị trí thứ 29, ở yên đó trong hai tuần liên tiếp. Ca khúc cũng đạt hạng 16 và 25 tại Thuỵ Điển và Áo.

## Video ca nhạc
Dido ghi hình video ca nhạc cho bản "Thank You". Trong video, vì Dido không trả tiền hoá đơn, các nhà chức trách địa phương đã đến và phá dỡ căn nhà của cô. Những công nhân xây dựng dán cáo thị để nhắc nhở cô trước cửa nhà và dọn đồ của cô đi. Dido, người biết trước rằng nhà mình bị giải thể, chỉ ung dung hát. Ở cuối video, cô bị đuổi ra khỏi nhà và buộc phải ra khỏi nhà với hành lý và túi đồ. Video được đạo diễn bởi Dave Meyers và được phát hành vào tháng 1 năm 2001. Trong một video ca nhạc khác, Dido trình diễn trực tiếp ca khúc này tại một buổi diễn của mình, phần âm thanh được lồng vào phần nhạc này.

## Danh sách bài hát
- Phiên bản phối lại tại Anh

1. "Thank You" (Bản phối của Deep Dish)
2. "Thank You" (Bản phối lại của Deep Dish)

- Đĩa đơn dưới dạng CD tại Anh

1. "Thank You" (bản chỉnh sửa của album)
2. "Thank You" (Bản phối của Deep Dish)

- Đĩa đơn dưới dạng CD tại Mĩ

1. "Thank You" (bản chỉnh sửa của album)
2. "Thank You" (Bản phối lại của Skinny)
3. "Thank You" (Bản phối của Deep Dish)
4. "Thank You" (Bản phối lại của Deep Dish)

- Đĩa đơn dưới dạng CD tại châu Âu

1. "Thank You" (bản chỉnh sửa của album)
2. "Thank You" (Bản phối lại của Skinny)
3. "Thank You" (Bản phối của Deep Dish)
4. "Thank You" (Video ca nhạc)

- Source:[9]

## Các bảng xếp hạng
| Các bảng xếp hạng (2001)                        | Thứ hạng cao nhất |
| ----------------------------------------------- | ----------------- |
| Áo (Ö3 Austria Top 40)                          | 15                |
| Bỉ (Ultratop 50 Flanders)                       | 22                |
| Bỉ (Ultratop 50 Wallonia)                       | 29                |
| Canada (Nielsen SoundScan)                      | 10                |
| Pháp (SNEP)                                     | 30                |
| Trường songid là BẮT BUỘC CHO BẢNG XẾP HẠNG ĐỨC | 41                |
| Ireland (IRMA)                                  | 5                 |
| Hà Lan (Dutch Top 40)                           | 18                |
| New Zealand (Recorded Music NZ)                 | 3                 |
| Na Uy (VG-lista)                                | 17                |
| Tây Ban Nha (PROMUSICAE)                        | 9                 |
| Thụy Điển (Sverigetopplistan)                   | 42                |
| Thụy Sĩ (Schweizer Hitparade)                   | 16                |
| UK Singles (The Official Chart Company)         | 3                 |
| US Billboard Hot 100                            | 3                 |
| US Billboard Pop Songs                          | 2                 |
| US Billboard Hot Dance Club Songs               | 1                 |
| US Billboard Adult Pop Songs                    | 1                 |
| US Billboard Adult Contemporary                 | 1                 |